# 鳥羽博道
鳥羽 博道（とりば ひろみち、1937年10月11日 - ）は、日本の実業家。株式会社ドトールコーヒー創業者・名誉会長。
有限会社ドトールコーヒー代表取締役社長、東京マグナ株式会社代表取締役社長、株式会社マドレーヌコンフェクショナリー代表取締役社長などを歴任した。

## 概要
埼玉県深谷市生まれの実業家。有限会社としてドトールコーヒーを設立し代表取締役社長に就任。その後、株式会社化し、代表取締役社長、代表取締役会長に就任。そのほか、東京マグナやマドレーヌコンフェクショナリーにおいても代表取締役社長に就任。その後、ドトールコーヒーの代表権を返上して経営の一線を退き、取締役も退任。代表権のない名誉会長に就任。なお、ドトール・日レスホールディングスの大株主でもある。長男はドトールコーヒーの元社長鳥羽豊。深谷市出身の渋沢栄一を顕彰するため、2020年7月より渋沢栄一記念館で公開されている渋沢栄一アンドロイドの開発などの費用（約4,000万円）を寄贈した。2024年東京都知事選挙では、石丸伸二前安芸高田市長の後援会長として選挙戦を支え、石丸は前参院議員の蓮舫を押さえて2位となった。

## 略歴
- 1937年 - 埼玉県深谷市に生まれる
- 1946年 - 母と死別する
- 1954年 - 埼玉県立深谷商業高等学校を中退して上京、飲食業界に入る
- 1956年 - 有楽町の喫茶店店長に抜擢される
- 1959年 - ブラジルへ渡航し、コーヒー農園の現場監督となる
- 1961年 - 帰国
- 1962年 - 有限会社ドトールコーヒー設立
- 1972年 - カフェ「コロラド」を開店
- 1980年 - 原宿に「ドトールコーヒーショップ」を開店
- 1985年 - スパゲッティ専門店「オリーブの木」を開店
- 1998年 - 銀座に「ル・カフェ・ドトール」を開店
- 2000年 - ドトールコーヒーを東証1部に上場
- 2005年 - 同社代表取締役会長に就任
- 2006年 - 同社名誉会長に就任
- 2014年 - 旭日小綬章を受章[7][8]
- 2020年 - 紺綬褒章を受章[9]

## テレビ出演
- 日経スペシャル カンブリア宮殿 「日本のコーヒー王が吠える！ 安さを超えた価値を売れ」（2007年11月19日、テレビ東京）- ドトールコーヒー名誉会長として出演[10]。

## 書籍

### 著書
- 『ドトール ニューマーケット創造の原点 150円コーヒーショップの奇跡はこうして生まれた』（1988年9月30日、日本実業出版社）ISBN 9784534013996
- 『想うことが思うようになる努力 ドトールコーヒー成功の原理・原則』（1999年12月20日、プレジデント社）ISBN 978-4833490528
- 『ドトールコーヒー「勝つか死ぬか」の創業記』（2008年9月1日、日本経済新聞出版社 日経ビジネス人文庫）ISBN 978-4-532-19457-4

### 共著
- 『社長の哲学』（共著者:青木定雄 鍵山秀三郎 矢野博丈）（2005年5月2日、致知出版社）ISBN 978-4884747121

## 記事・インタビュー
- CiNii>鳥羽博道